# 9365 Чайнізвілсон
9365 Чайнізвілсон (9365 Chinesewilson) — астероїд головного поясу, відкритий 2 вересня 1992 року.
Тіссеранів параметр щодо Юпітера — 3,606.